# Distrito de Doda
Doda  (en hindi; दोडा जिल्हा) es un distrito de la India en el estado de Jammu y Cachemira. Código ISO: IN.JK.DO.
Comprende una superficie de 11 691 km².
El centro administrativo es la ciudad de Doda.

## Demografía
Según censo 2011 contaba con una población total de 409 576 habitantes, de los cuales 196 485 eran mujeres y 213 091 varones.